# 甲若错
甲若错（藏語：བརྒྱ་རོ་མཚོ，威利转写：brgya ro mtsho，THL：Gyaro Tso），位于中国西藏自治区那曲市尼玛县境内，地处尼玛县南部。湖面海拔4472米，面积13.5平方公里。湖区年均气温0℃，年降水量150～200毫米左右。湖水主要靠地表径流补给，集水区面积2269.5平方公里。